# Caprimulgus pulchellus
Caprimulgus pulchellus là một loài chim trong họ Caprimulgidae.